# 安布斯氏翼甲鯰
安布斯氏翼甲鯰，為輻鰭魚綱鯰形目甲鯰科翼甲鯰屬的其中一種，為熱帶淡水魚，分布於南美洲巴拉圭河、巴拉那河、烏拉圭河流域，體長可達35.6公分，棲息在溪流的底層水域，生活習性不明。

## 扩展阅读
維基物種上的相關：安布斯氏翼甲鯰